# Avesta község
Avesta község (svédül: Avesta kommun) Svédország 290 községének egyike. Dalarna megyében található.

## Települések
A községben 5 település található. A települések és népességük:
| Település | Népesség | Megjegyzés         |
| --------- | -------- | ------------------ |
| Avesta    |          | a község székhelye |
| Fors      |          |                    |
| Horndal   |          |                    |
| Nordanö   |          |                    |
| Näs bruk  |          |                    |